# چاف پایین
چاف پایین، شهری از توابع بخش مرکزی شهرستان لنگرود در استان گیلان ایران است.

## جمعیت
این شهر براساس سرشماری مرکز آمار ایران در سال ۱۳۸۵، جمعیت آن ۲٬۹۰۹ نفر (۸۶۶خانوار) بوده‌است.